# 聖巴西略書院
聖巴西略書院（英語：St. Basil-the-Great College School）是加拿大安大略省多倫多的一所天主教中學，為多倫多天主教教育局下屬學校。
該校於1962年設於韋斯頓道夾雪柏路處，為私立寄宿男校，後於1970年轉為男女同校，自1986年以來為天主教公校。
學校以其主保聖人聖巴西略命名。

## 知名校友
- 安東尼·佩羅薩（英语：Anthony Perruzza），多倫多市議員[1]

## 外部連結
- St. Basil-the-Great College School